# LOVE FANTASTIC
『LOVE FANTASTIC』（ラブ・ファンタスティック）は、2014年7月16日にavex traxより発売された大塚愛の6枚目のオリジナルアルバム。
5枚目のオリジナルアルバム『LOVE LETTER』から約5年半のインターバルでのリリースとなる。

## 収録内容

### CD
大塚が2012年に曲製作のクレジット名義を「愛」から「aio」に変更する前後の曲が収録されているため、双方の名義が混在している。
※タイアップはタイアップ曲一覧を参照。
1. LOVE FANTASTIC
  - 作詞・作曲：aio 編曲：aio×hiroo ストリングスアレンジ：弦一徹。PVのロケ地は、神奈川県横浜市中区山下町にある横浜中華街。
2. モアモア
  - 作詞・作曲：aio 編曲：aio×hiroo ブラスアレンジ：竹上良成

23rdシングル。
3. LUCKY☆STAR
  - 作詞・作曲：愛 編曲：愛×Ikoman

20thシングル。
4. CHU×CHU
  - 作詞・作曲：aio 編曲：aio×hiroo ストリングスアレンジ：岡村美央
5. ごめんね。
  - 作詞・作曲：愛 編曲：愛×Ikoman ストリングスアレンジ：クラッシャー木村

2012年に発売された絵本「ネコがスキになったキライなネコ」購入者限定でmusic.jpで配信されていた楽曲。CD初収録。
6. マワリ廻るマワレバ回ろ
  - 作詞・作曲：aio 編曲：aio×hiroo ストリングスアレンジ：岡村美央
7. ライライ
  - 作詞・作曲：aio 編曲：aio×hiroo
8. アクション10.5
  - 作詞・作曲：愛 編曲：愛×Ikoman

2010年からiTunes Store等で配信されていた楽曲。今回がCD初収録となる。
なおタイトルの10.5は「テン・ハーフ」と読む。
9. 9
  - 作詞・作曲：aio 編曲：aio×hiroo

ライブビデオ「大塚愛 LOVE IS BORN 〜10th Anniversary 2013〜」に収録されている楽曲（アレンジは異なる）。CD初収録。
10. ゾッ婚ディション
  - 作詞・作曲：愛 編曲：愛×Ikoman

20thシングル。
11. I♥×××
  - 作詞・作曲：愛 編曲：愛×Ikoman ストリングスアレンジ：岡村美央

21stシングル。
12. Re:NAME
  - 作詞・作曲：aio 編曲：aio×hiroo ストリングスアレンジ：弦一徹 ブラスアレンジ：管一徹

22ndシングル。

### Blu-ray / DVD
1. LOVE FANTASTIC (Music Clip) - ロケ地は、神奈川県横浜市中区山下町にある横浜中華街。
2. モアモア (Music Clip)
3. LUCKY☆STAR (Music Clip)
4. ゾッ婚ディション (Music Clip)
5. I♥××× (Music Clip)
6. Re:NAME (Music Clip)